# Aeroportul Gabriel Vargas Santos
Aeroportul Gabriel Vargas Santos (IATA: TME, ICAO: SKTM) este un aeroport din Tame⁠(d), Departamentul Arauca, Columbia ce deservește zona Tame⁠(d). Aeroportul a fost tranzitat în 2022 de 11.020 de pasageri.
Situat la o altitudine de 360 m, aeroportul dispune de o singură pistă. Este operat de Aeronaútica Civil de Colombia⁠(d).